# Simo älv
Simo älv (Simojoki) är ett vattendrag i Finland.   Det ligger i landskapet Lappland, i den centrala delen av landet, 600 km norr om huvudstaden Helsingfors. Simo älv rinner upp i Simojärvi. Därifrån strömmar älven mot västsydväst och mynnar utanför Simo. Längd ca 20 mil, flodområde 3160 km².
Älven har en egen laxstam som förökar sig naturligt.